# Rödlas (Hirschau)
Rödlas ist ein Gemeindeteil der Stadt Hirschau im Landkreis Amberg-Sulzbach in der Oberpfalz in Bayern bestehend aus fünf Anwesen.

## Herkunft des Namens
Der Name Rödlas deutet auf eine Rodung hin.

## Geographie

### Geographische Lage
Der Weiler Rödlas liegt im nördlichen Stadtgebiet von Hirschau an der Grenze des Landkreises Amberg-Sulzbach zum Landkreis Neustadt an der Waldnaab.

### Topographie
Der Ort Rödlas selbst liegt auf 524 m ü. NN. Die Spitze des zum Ort gehörenden Rödlasberges liegt bei 579 m ü. NN.

### Naturräumliche Zuordnung
Rödlas liegt im Norden des Oberpfälzischen Hügellandes. Da von den Einzelblättern 1:200.000 zum Handbuch der naturräumlichen Gliederung Deutschlands das Blatt 154/155 Bayreuth nicht erschienen ist, existiert für den Nordteil des Oberpfälzischen Hügellandes keine Feingliederung.
In einschlägiger Fachliteratur wird die geologische Untereinheit, in der Rödlas liegt, als Kohlberger Höhenrücken bezeichnet.

## Geschichte
Man nimmt an, dass Rödlas noch vor der ersten großen Pestwelle in den Jahren 1348/1349 gegründet worden war. Erstmals urkundlich erwähnt wurden „die drei Höff von Rödleins“ (Rödlas) jedoch erst im Wehrverzeichnis des Pflegamts Hirschau im Jahre 1501.
In einem Verzeichnis von Ignatz Biechl aus dem Jahr 1783 sowie in einem Verzeichnis von Johann W. Melchinger aus dem Jahr 1796 wird Rödlas als dem Gericht Hirschau, dem Rentamt Amberg und dem Bistum Regensburg zugehöriges Dorf erwähnt.
Der Oberpfälzer Waldverein Massenricht errichtete im Jahre 1970 ein Wildgehege und einen Waldlehrpfad in Rödlas. Ebenfalls im Jahre 1970 begann der Waldverein mit dem Bau einer Blockhütte, der Rödlaser Berghütte.
Im Jahre 1977 wurde mit dem Bau des Rödlasturms begonnen.
Am 1. Mai 1978 wurde Rödlas als Teil der Gemeinde Massenricht im Zuge der Gemeindegebietsreform in die Stadt Hirschau eingegliedert.
1990 wurde die Rödlaser Berghütte durch Erweiterungsmaßnahmen in die heutige Form gebracht.

## Religionen
Die Glaubenswirren des 16. und 17. Jahrhunderts wirkten sich auch in der Gegend um Rödlas aus. Es ist anzunehmen, dass Rödlas, das wohl schon immer zum Benefizium und später zur Expositur Ehenfeld gehörte, mehrmals die Konfession wechselte. Im Jahr 1628 wurde Rödlas zusammen mit Ehenfeld endgültig katholisch.
Ehenfeld ist noch als Pfarrgemeinde selbständig, bildet aber mit Hirschau seit 2003 eine Seelsorgeeinheit.

## Kultur und Sehenswürdigkeiten

### Bauwerke

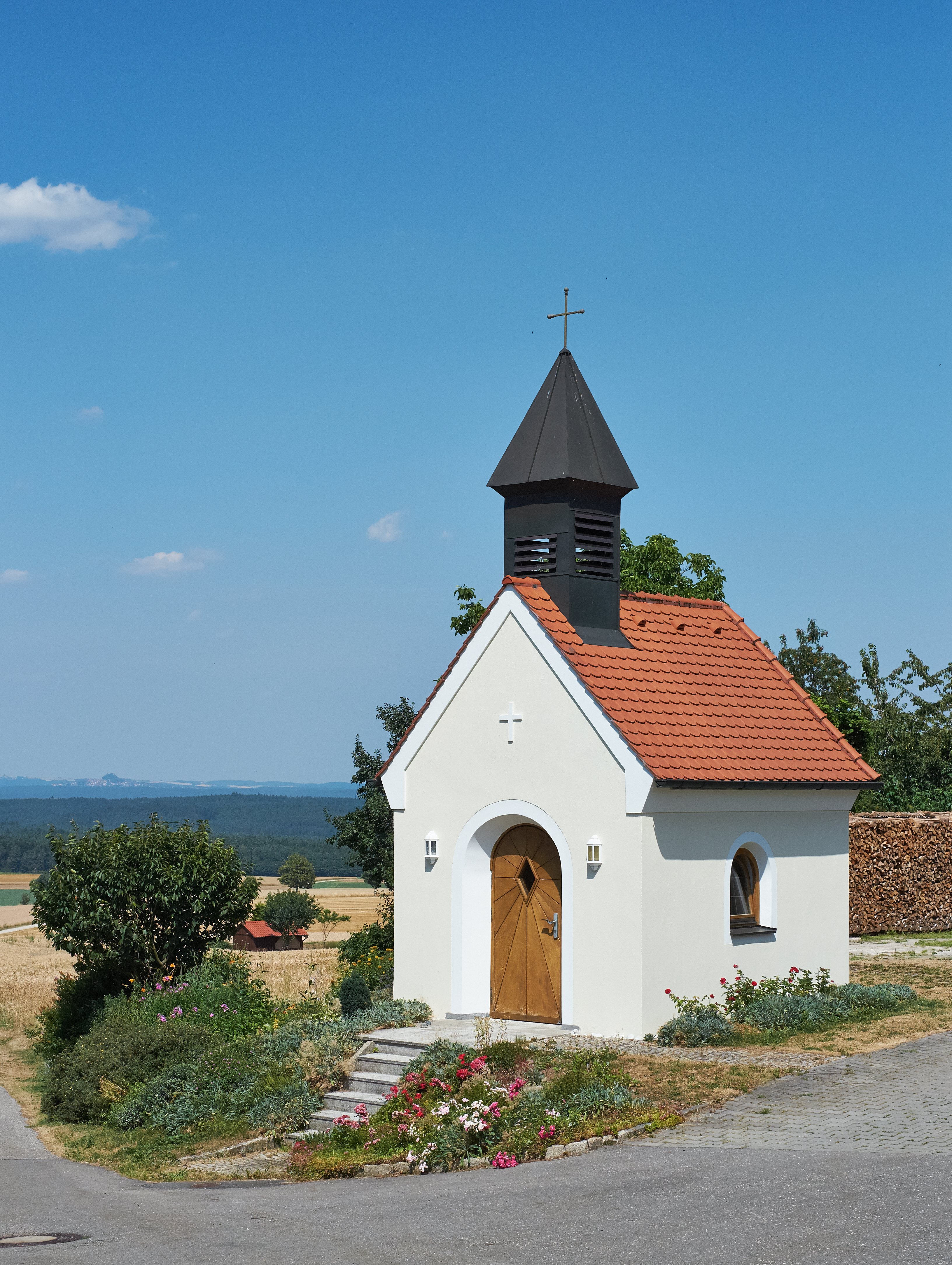
Kapelle in Rödlas

#### Kapelle
In den Jahren 1950/1951 entstand in Rödlas die erste Kapelle als Privatkapelle von Johann und Magdalena Bogner. Der Bau der Kapelle beruht auf dem Gelübde eines Sohnes aus dem angrenzenden Bogner-Anwesen. In den letzten Kriegswochen des Zweiten Weltkriegs desertierte er zusammen mit drei weiteren Soldaten von der Westfront in Norddeutschland. In nur neun Tagen schafften es die vier Soldaten in ihre Heimat, ohne entdeckt zu werden. Nach der Ankunft zu Hause versteckte er sich 17 Tage lang auf dem elterlichen Anwesen, obwohl dort SS-Soldaten einquartiert waren. Durch den Einzug der Alliierten am 22. April 1945 wurde der junge Mann aus seiner misslichen Lage befreit. Daraufhin löste er sein Versprechen ein: Er stiftete die Kapelle und trat ins Kloster ein.
1994 ließ Konrad Bogner die alte Kapelle abreißen und an gleicher Stelle neu erbauen. Am 30. Juni 1996 wurde die neu errichtete Kapelle "Maria – Hilfe der Christen" in Rödlas durch Weihbischof Karl Flügel eingeweiht.

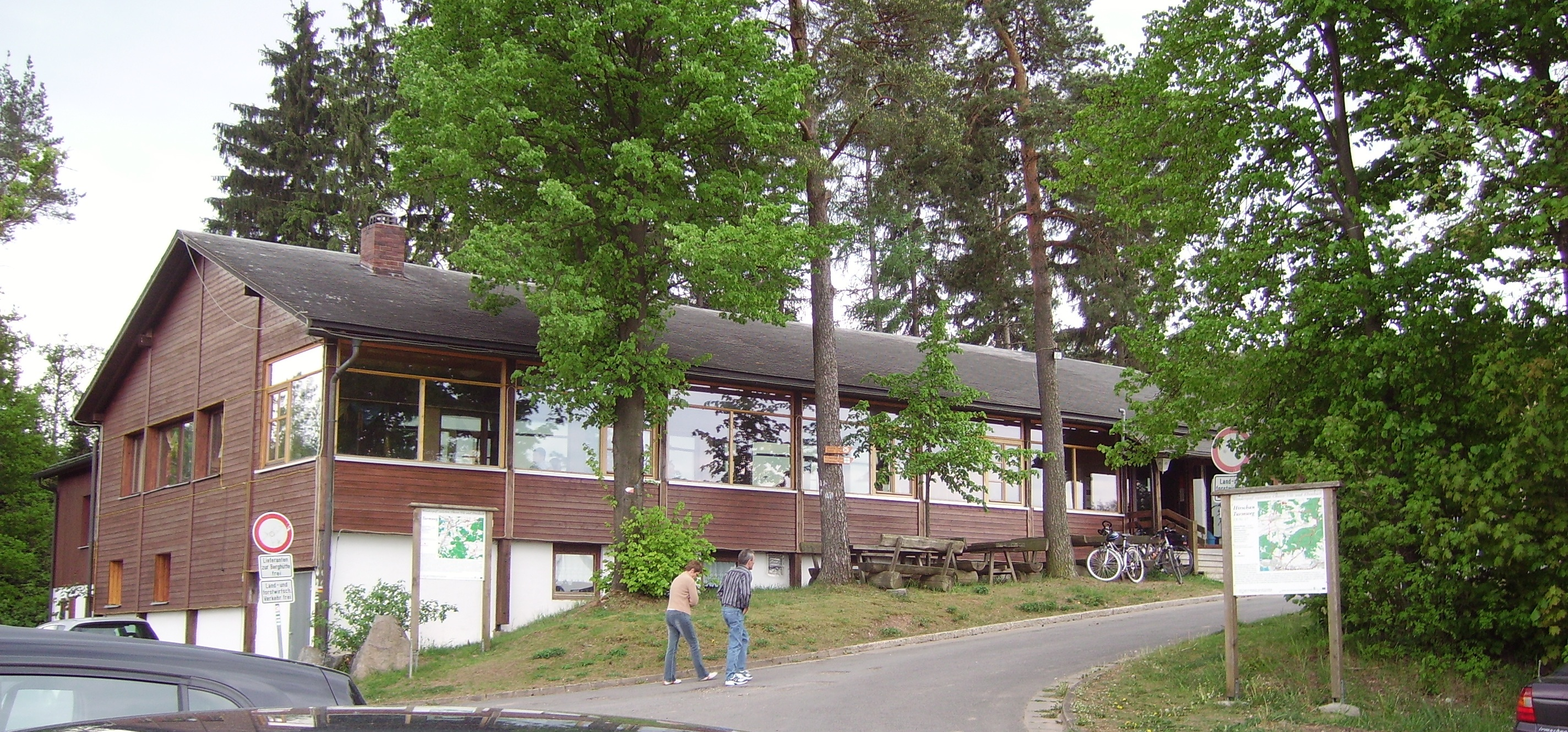
Rödlaser Berghütte

#### Rödlaser Berghütte
Die Rödlaser Berghütte im Ortsteil Rödlas befindet sich im Besitz der Ortsgruppe des Oberpfälzer Waldvereins. Vor allem von Naherholungsgästen und Wanderern, die die Wanderwege der Umgebung nutzen, wird die Hütte, wie die Rödlaser Berghütte von den Einheimischen genannt wird, frequentiert.

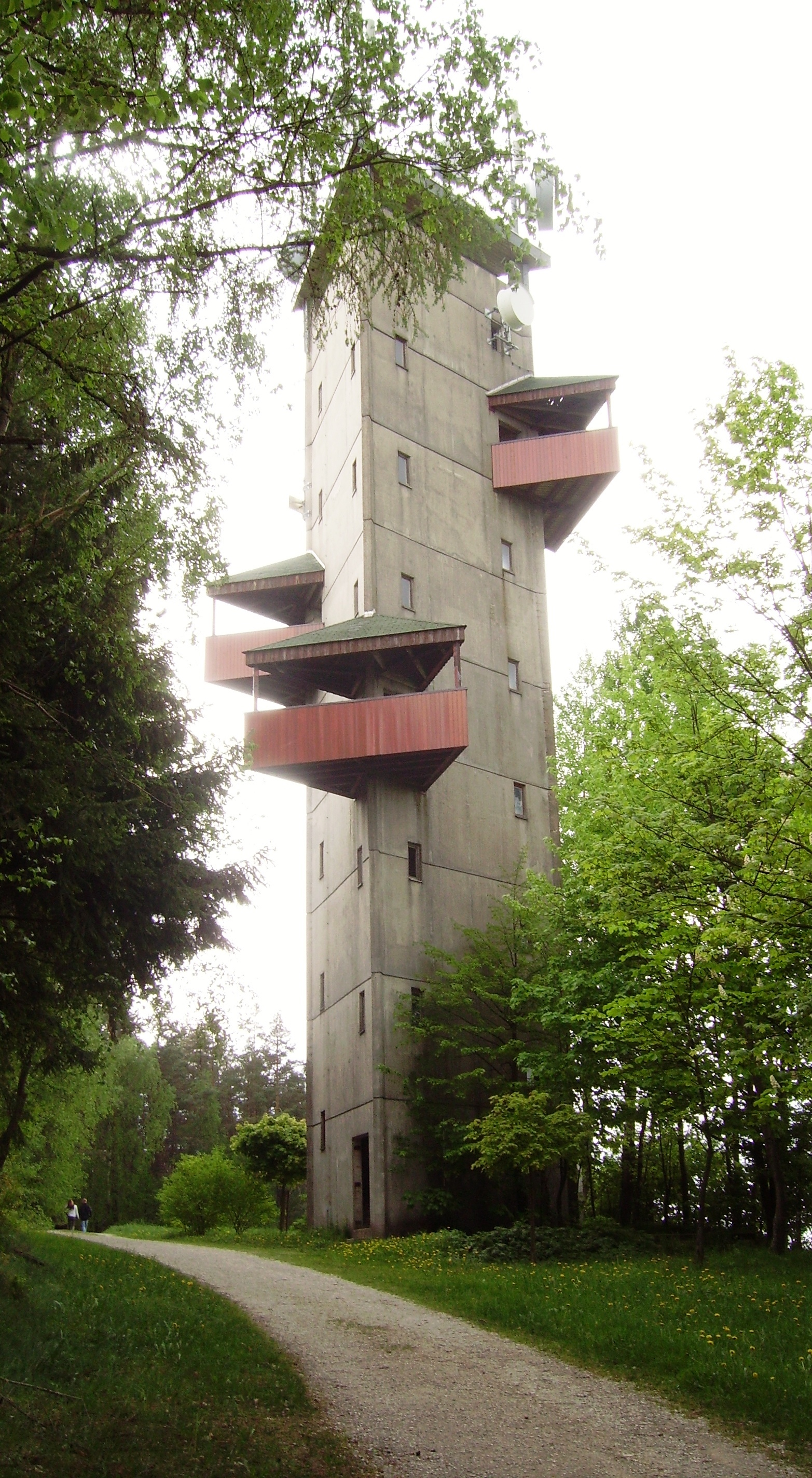
Rödlasturm

#### Rödlasturm
Der Rödlasturm ist ein 32 Meter hoher Aussichtsturm auf 570 m ü. NN. Wie die Berghütte wurde der Turm von der Massenrichter Ortsgruppe des Oberpfälzer Waldvereins erbaut. Bei klarem Wetter bietet er einen Blick auf die beiden Basaltkegel Parkstein und Rauher Kulm, im Osten auf das Gebiet der tschechischen Republik, im Süden auf Hirschau mit dem Monte Kaolino und Schnaittenbach und im Westen auf die Berge der Fränkischen Schweiz. Der Turm konnte aus eigenen Vereinsmitteln nicht restauriert werden, doch gelang dies dadurch, dass Mobilfunkunternehmen ihre Antennen dort platzierten.

## Wirtschaft und Infrastruktur
Rödlas ist ein Anlaufpunkt zahlreicher Wanderwege, z. B. der Ostlinie des Main-Donau-Wegs, dem Wallenstein-Tilly-Weg oder dem Naab-Vils-Weg.
Weiterhin führen zwei von der AOVE ausgeschilderte Rundwanderwege am Rödlas vorbei. Diese sind der 16 Kilometer lange Turmweg Hirschau und der 12 Kilometer lange Turmweg.

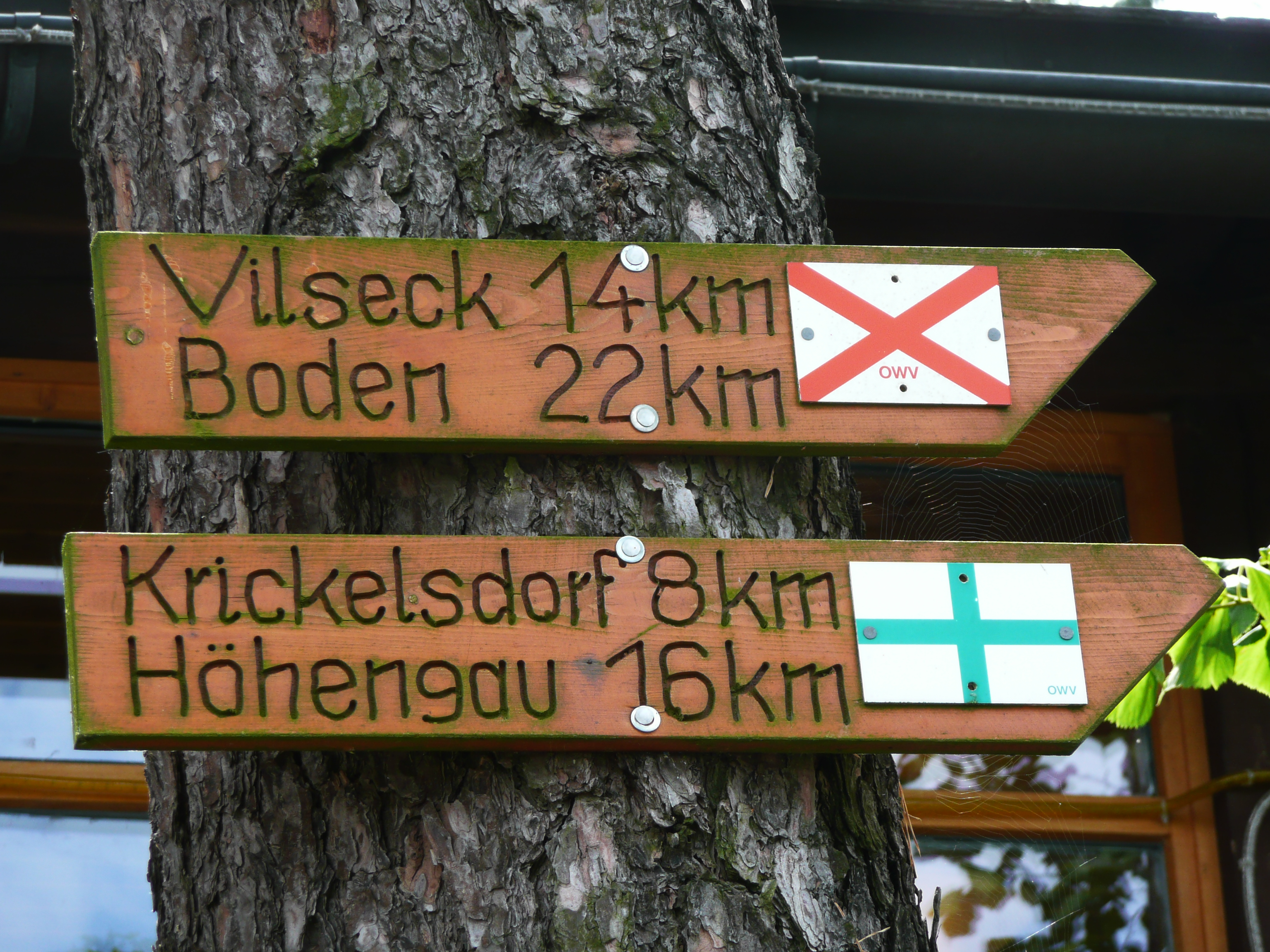
Wegweiser am Rödlas für den Wallenstein-Tilly-Weg und den Naab-Vils-Weg
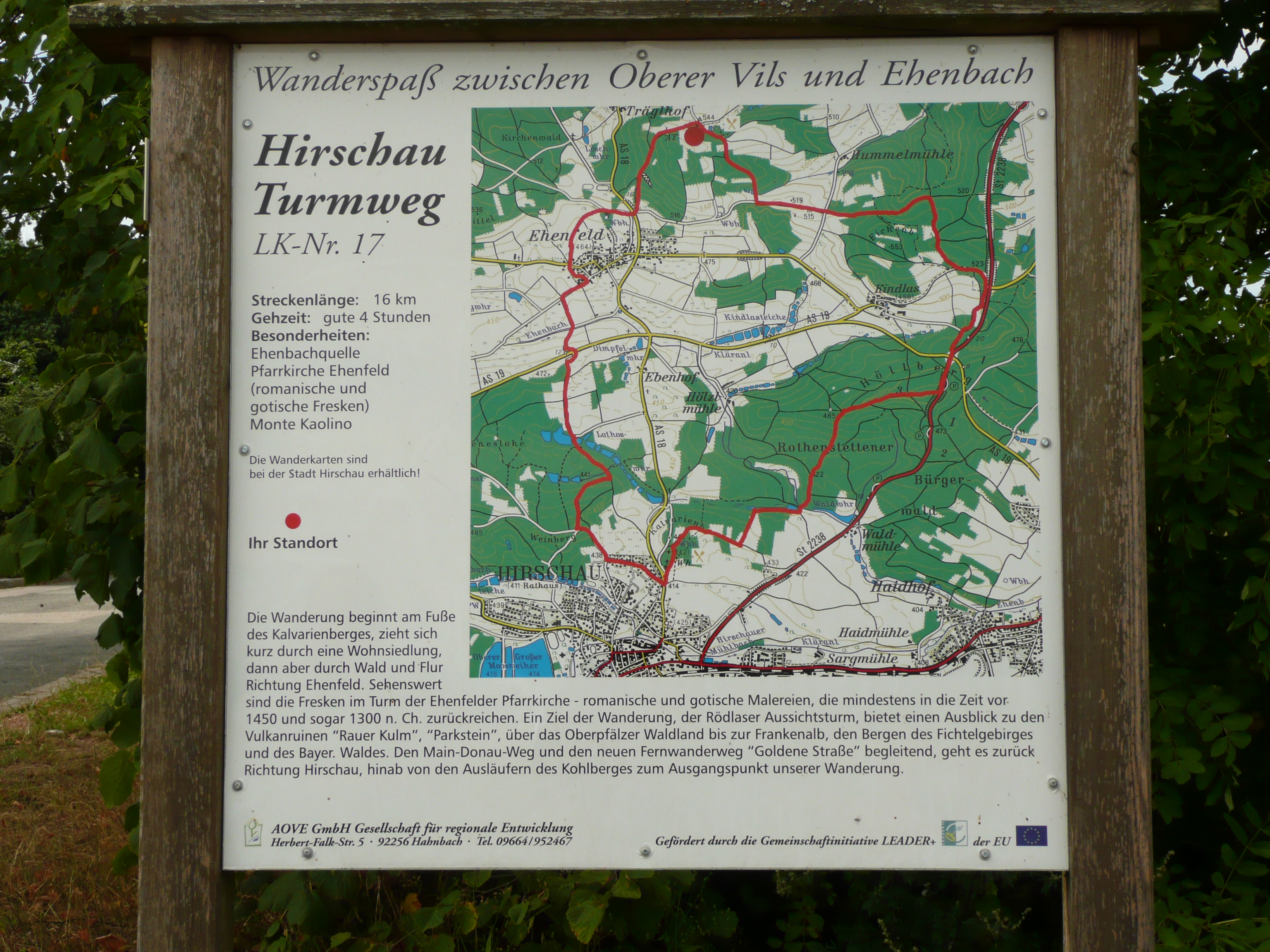
Tafel vor der Rödlaser Berghütte, dem Ausgangspunkt für den Turmweg Hirschau
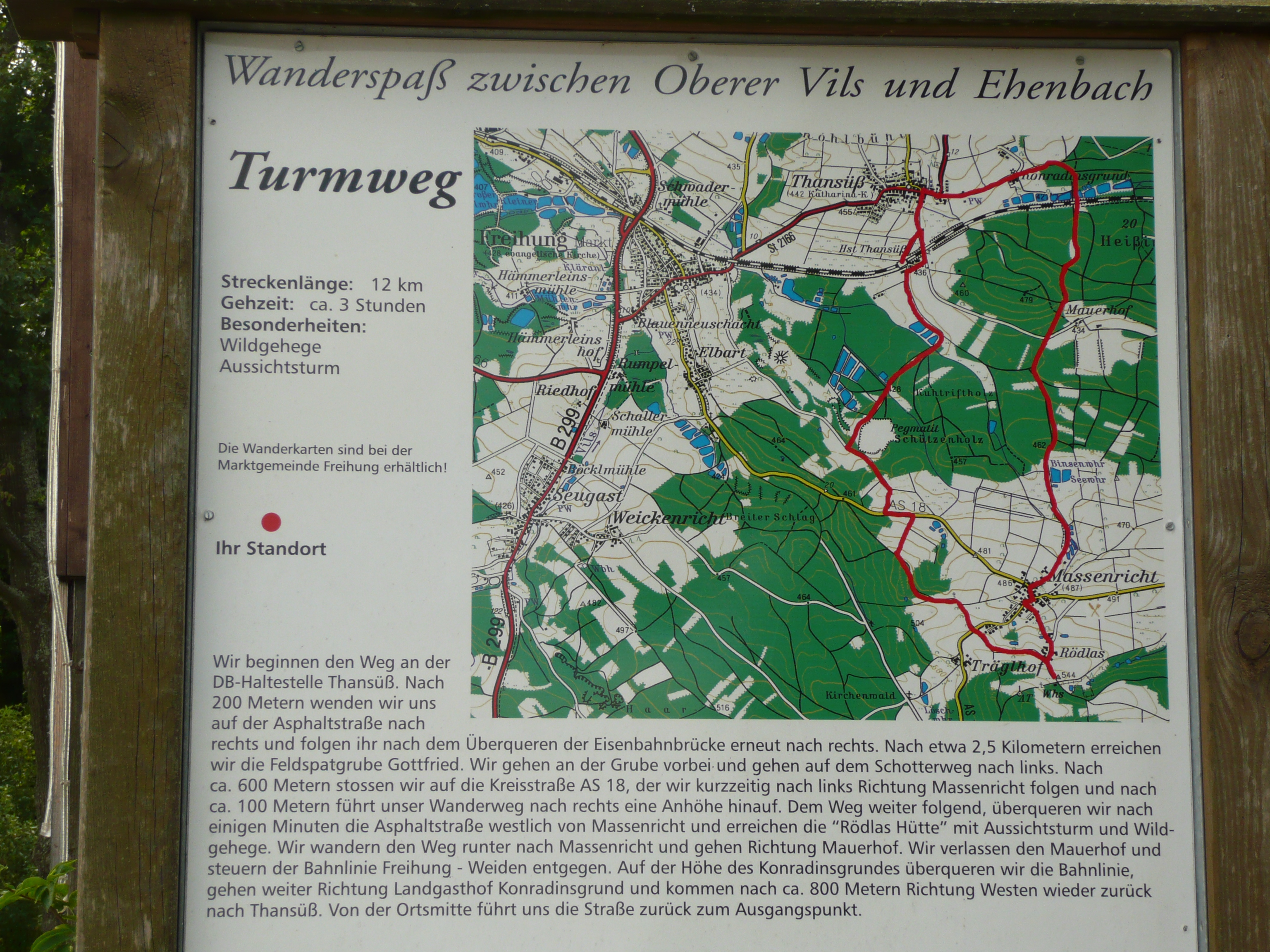
Tafel vor der Rödlaser Berghütte, dem Ausgangspunkt für den Turmweg

### Verkehr
Rödlas erreicht man über zwei Abzweigungen in und bei Massenricht. Massenricht erreicht man von Hirschau aus über Ehenfeld nach sieben Kilometern über die Kreisstraße AS 18 oder nach sechs Kilometern über Nebenstraßen von Kohlberg aus. Von Freihung aus erreicht man Rödlas über die AS 18 über Elbart nach etwa fünf Kilometern.
Bis zur Anschlussstelle Wernberg-Köblitz der Autobahn A93 sind es von Rödlas aus 20 km. Die Autobahn A6 ist von Rödlas aus entweder über die Autobahn A 93, Anschlussstelle Wernberg-Köblitz, und dann über das Autobahnkreuz Oberpfälzer Wald nach 23 km oder über die Anschlussstelle Amberg-West nach 29 km zu erreichen.
An den öffentlichen Nahverkehr ist Rödlas mit einer Buslinie angebunden. Dabei handelt es sich um den Ortslinienverkehr Hirschau, der einige der im nördlichen Gemeindegebiet Hirschaus liegenden Ortsteile miteinander verbindet (RBO-Linie 6334, VGN-Linie 468). Wenige hundert Meter von Rödlas entfernt ist die Bushaltestelle in Massenricht zu erreichen. Diese Haltestelle ist an eine weitere Linie angebunden, die Linie 59 der RBO über Lintach nach Amberg (VGN-Linie 459).
Die nächstgelegenen Bahnhöfe befinden sich in Freihung (5 km), in Röthenbach (6 km), Wernberg-Köblitz (20 km) und in Amberg (26 km).